# Manuel Gulde
Manuel Gulde (Mannheim, 12 de fevereiro de 1991) é um ex-futebolista profissional alemão que atuava como defensor. 

## Carreira
Manuel Gulde começou a carreira no TSG 1899 Hoffenheim.